# Big Idea Entertainment
Big Idea Entertainment, LLC (раніше відомий як Big Idea Productions абоо Big Idea, Inc.) американська християнська анімаційна компанія. Компанія відома своєю комп'ютерної анімації VeggieTales серії Християнсько-тематичні сім'я домашнє відео. Вона належить DreamWorks Animation.

## Історія компанії
Велика ідея була заснована в 1989 році під назвою GrafX Studios на Філ Вішера. щоб створити графіки в телевізійних рекламних роликах. У тому ж році Фішер створив 20-хвилинний короткометражний фільм під назвою Screen Test г огірочок в. Цей короткий надихнуло його і Майк Навроцький створити Овочеві історії в 1993 році перше відео компанії, "Де Бог, коли я Переляканий?", Був випущений в тому ж році. Швидко йде з офісних приміщень, Big Idea Entertainment переїхав в передмісті Чикаго в 1997 році з придбанням DuPage театру в Ломбард, штат Іллінойс.  Однак, затримки поновлення, непередбачені умови будівельних і тривалі бої зонування привело. Тим часом, компанія керувалася Місто чиновників ломбардних орендувати приміщення в Йорктаун-центр, місцевому торговому центрі.

## Овочеві історії
Овочеві історії серія комп'ютерних анімаційних фільмів дитячих показують антропоморфні овочі і транспортують моральні теми, засновані на християнстві, зрощування з жартує посилання до поп-культурі і поточні події. VeggieTales був створений Філ Вішер і Майк Навроцький, який також забезпечити багато з голосів. Овочеві історії були також випущені як книга, гра, і багато інших фірмових елементів, такі як іграшки та одяг. Крім того, серія була адаптована для телевізійного мовлення на Qubo, де він був показаний з 9 вересня 2006 по 5 вересня 2009

## Виробництво
1. Овочеві історії: 1993–даний часас
2. 3-2-1 Пінгвіни!: 2000–2003,2006-2008
3. Larryboy: 2002–2003